# Circonscription de M'diq-Fnideq
 (avril 2025).
La circonscription de M'diq-Fnideq est la circonscriptions législatives marocaines de la préfecture de M'diq-Fnideq située en région Tanger-Tétouan-Al Hoceïma. Elle est représentée dans la Xe législature par Mohamed Karrouk et Ahmed El Mrabet Soussi.

## Historique des députations
| Législature | Début de mandat  | Fin de mandat    | Députés élus | Députés élus                  | Députés élus | Députés élus                 |
| ----------- | ---------------- | ---------------- | ------------ | ----------------------------- | ------------ | ---------------------------- |
| IXe         | 26 novembre 2011 | 7 octobre 2016   |              | Mohamed Slimani (PJD)         |              | Ahmed Touhami (PAM)          |
| Xe          | 8 octobre 2016   | 8 septembre 2021 |              | Mohamed Karrouk (PJD)         |              | Ahmed El Mrabet Soussi (RNI) |
| XIe         | 9 septembre 2021 | ?                |              | Abdennour El Hassnaoui (USFP) |              | Mohamed Larbi Lamrabet (PAM) |

## Historique des élections

### Découpage électoral d'octobre 2011

#### Élections de 2016
| Parti       | Parti                                                       | Voix   | %      | Député(s) élus  |  |
| ----------- | ----------------------------------------------------------- | ------ | ------ | --------------- |  |
|             | Parti de la justice et du développement (PJD)               | 9 080  | 29,05  | Mohamed Karrouk |  |
|             | Parti du progrès et du socialisme (PPS)                     | 7 391  | 23,65  | Ali Amnioul     |  |
|             | Parti authenticité et modernité (PAM)                       | 6 508  | 20,82  |                 |  |
|             | Mouvement populaire (MP)                                    | 4 240  | 13,57  |                 |  |
|             | Union socialiste des forces populaires (USFP)               | 1 588  | 5,08   |                 |  |
|             | Union constitutionnelle (UC)                                | 1 309  | 4,19   |                 |  |
|             | Fédération de la gauche démocratique (FGD)                  | 400    | 1,28   |                 |  |
|             | Parti de l'Istiqlal (PI)                                    | 317    | 1,01   |                 |  |
|             | Parti des Néo-Démocrates (PND)                              | 198    | 0,63   |                 |  |
|             | Mouvement démocratique et social (MDS)                      | 83     | 0,27   |                 |  |
|             | Parti de l'environnement et du développement durable (PEDD) | 68     | 0,22   |                 |  |
|             | Front des forces démocratiques (FFD)                        | 52     | 0,17   |                 |  |
|             | Parti de la réforme et du développement (PRD)               | 22     | 0,07   |                 |  |
|             |                                                             |        |        |                 |  |
| Inscrits    | Inscrits                                                    | 78 770 | 100,00 |                 |  |
| Abstentions | Abstentions                                                 | 47 514 | 60,32  |                 |  |
| Exprimés    | Exprimés                                                    | 31 256 | 39,68  |                 |  |

L’élection de Ali Amnioul (PPS) a été invalidée par la Cour constitutionnelle, à la suite des élections législatives partielles du 7 décembre 2017 c'est Ahmed El Mrabet Soussi (RNI) qui est élu et reprend le siège du PPS.

#### Élections de 2021
| Parti       | Parti                                                       | Voix   | %      | Députés élus           |  |
| ----------- | ----------------------------------------------------------- | ------ | ------ | ---------------------- |  |
|             | Parti authenticité et modernité (PAM)                       | 9 299  | 27,91  | Mohamed Larbi Lamrabet |  |
|             | Union socialiste des forces populaires (USFP)               | 5 149  | 15,46  | Abdennour El Hassnaoui |  |
|             | Rassemblement national des indépendants (RNI)               | 4 479  | 13,44  |                        |  |
|             | Parti du progrès et du socialisme (PPS)                     | 3 245  | 9,74   |                        |  |
|             | Union constitutionnelle (UC)                                | 2 896  | 8,69   |                        |  |
|             | Parti de l'Istiqlal (PI)                                    | 2 544  | 7,64   |                        |  |
|             | Parti de la justice et du développement (PJD)               | 1 675  | 5,03   |                        |  |
|             | Alliance de la fédération de gauche (AGD)                   | 1 179  | 3,54   |                        |  |
|             | Front des forces démocratiques (FFD)                        | 1 048  | 3,15   |                        |  |
|             | Parti de l'environnement et du développement durable (PEDD) | 1 027  | 3,08   |                        |  |
|             | Parti socialiste unifié (PSU)                               | 573    | 1,72   |                        |  |
|             | Parti marocain libéral (PML)                                | 200    | 0,60   |                        |  |
|             |                                                             |        |        |                        |  |
| Inscrits    | Inscrits                                                    | 81 692 | 100,00 |                        |  |
| Abstentions | Abstentions                                                 | 48 378 | 59,22  |                        |  |
| Exprimés    | Exprimés                                                    | 33 314 | 40,78  |                        |  |